# Поль Косен
Поль Косен (норв. Paal Kaasen, 14 листопада 1883 — 11 липня 1963) — норвезький яхтсмен.
Олімпійський чемпіон 1920 року в класі 6 метрів (правила 1919 року).